# Саломас (компания)
«Саломас» — крупная дореволюционная российская компания. Полное наименование — Акционерное общество Южных маслобойных и химических заводов «Саломас». Штаб-квартира компании располагалась в Ростове-на-Дону.

## История
Учреждённое менее чем за год до начала I мировой войны (устав Высочайше утверждён 8 октября 1913 года) акционерное общество «Саломас» объединило несколько крупнейших торговых домов и маслобойных производств Кубани, в том числе три завода, принадлежавших крупнейшим держателям контрольного пакета акций Общества, братьям Аведовым. Основной капитал нового объединения на момент основания составил внушительные по тем временам 5 млн рублей.
Монопольное положение общества на рынке Юга России и возможность диктовать цены потребителям приносило владельцам «Саломаса» гигантские прибыли. В 1914 году чистая прибыль составила 213 тыс. руб., в 1915 году — 5,2 млн руб., в 1916 году — 6,9 млн р. К 1917 году, когда после ряда укрупнений и слияний «Саломас» вошел в концерн Путилова-Стахеева-Батолина, основной капитал составил 20 млн руб.
В 1916 году общество выдавало на каждую сторублевую акцию по 70 рублей.
Помимо маслобойных предприятий, акционерное общество «Саломас» владело также поташным и бондарным производствами в различных городах региона.
После революции 1917 года предприятие было национализировано. Владелец вместе с семьей эмигрировал во Францию.

## Собственники и руководство
Председатель совета директоров компании[когда?] — Иван Аведов